# Pokémon Platinum
Pokémon Platinum (jap. ポケットモンスタープラチナ Poketto Monsutā Purachina) – gra z serii Pokémon, będąca udoskonalonym remakiem gier Pokémon Diamond i Pearl.

## Odbiór gry
W ciągu dwóch pierwszych dni od premiery, na rynku japońskim sprzedano 1 milion kopii tej gry. Pokémon Platinum była drugą, najlepiej sprzedającą się grą w Japonii, oraz najlepiej sprzedającą się grą na Nintendo DS w 2008 r. (sprzedano 2 187 337 jej egzemplarzy).